# 红旗镇 (滦平县)
红旗镇，是中华人民共和国河北省承德市滦平县下辖的一个乡镇级行政单位。

## 行政区划
红旗镇下辖以下地区：
红旗村、桥头村、大沟村、河东村、半砬子东沟村、北塔子沟村、南白旗村、北白旗村和杨树沟村。